# Knjižna kultura
Knjižna kultura je ena izmed faz v razvoju množičnih medijev. Je naslednica ustnega izročila, rokopisov in iznajdbe tiska ter predhodnica dobi elektronskih medijev.

## Gutenbergova doba
Vezana knjiga je obstajala že v času rokopisov, vendar knjižno kulturo reprezentira natisnjena knjiga; Gutenbergova iznajdba tiska s premičnimi črkami je namreč zelo spodbudila knjižno produkcijo. Kultura natisnjene knjige, ki se je začela v sredini 15. stoletja, natančneje leta 1445, prinese prevlado vizualnega nad slušnim in govorjenim. Tisk je prispeval k pojavu in rasti individualizma, demokracije, protestantizma, kapitalizma in nacionalizma. S knjigo je povezano individualno avtorstvo in ustrezna avtorska zakonodaja.

## Elektronska doba
V zgodnjih šestdesetih letih 20. stoletja knjižno kulturo prične nadomeščati elektronska. Elektronski mediji v vizualno knjižno kulturo vračajo kulturo slušnega in govornega, zmanjšujejo pomen individualizma in usmerjajo v skupinsko tvornost, ki je prepoznavna lastnost nove dobe. Za to novo komunikacijsko situacijo se je uveljavil izraz globalna vas, ki ima včasih negativno konotacijo. Zamenjavo medija spremlja zaskrbljenost zaradi »konca knjige«.

## The Gutenberg Galaxy: The Making of Typografic Man
je knjiga Marshalla McLuhana, posvečena množičnim medijem, predvsem tisku in njegovemu vplivu na evropsko kulturo in popularizaciji termina globalne vasi.  